# Sally Farmiloe
Sarah Farmiloe (Reading, 14 de julio de 1954–Londres, 28 de julio de 2014), fue una actriz británica, conocida por su papel en la serie de TV Howard's Way.
Hija de Tom Farmiloe, un granjero y corredor de yates, y su esposa Pam. Sally Farmiloe tuvo una hija, Jade, en 1992 de Jeremy Neville. La pareja se separó cuando ella estaba embarazada. Farmiloe fue protagonista de los tabloides británicos por su romance con el político Lord Archer de 1996 a 1999. Volvió con Neville y se casó con él en 2002. Farmiloe adoptó a Kat, la hija de su mejor amiga después de su muerte.
A Farmiloe le diagnosticaron cáncer de mama en 2012. Murió dos años después después de la metástasis en sus huesos.

## Filmografía seleccionada
- Spanish Fly de Bob Kellett (1975)
- Spectre, de Clive Donner (1977)
- Bergerac (Serie de TV, 1981)
- Howards' Way (Serie de TV, 1985–86)
- The Two Mrs. Grenvilles (Serie de TV, 1987)